# Gran Premio de Bélgica de Motociclismo de 1959
El Gran Premio de Bélgica de Motociclismo de 1959 fue la quinta prueba de la temporada 1959 del Campeonato Mundial de Motociclismo. El Gran Premio se disputó el 5 de julio de 1959 en el Circuito de Spa.

## Resultados 500cc
Aunque ya tenía el título mundial, John Surtees continuó ganando. Estaba Gary Hocking y Geoff Duke quedaron muy por detrás. El compañero de equipo de Surtees, Remo Venturi, terminó quinto, por detrás de Bob Brown. Como resultado, Venturi se vio presionado por Brown en la segunda posición de la Copa del Mundo.
| Pos.    | Piloto             | Moto      | Tiempo/Retirado | Puntos |
| ------- | ------------------ | --------- | --------------- | ------ |
| 1       | John Surtees       | MV Agusta | 1h 06' 06" 5    | 8      |
| 2       | Gary Hocking       | Norton    | +1' 48" 6       | 6      |
| 3       | Geoff Duke         | Norton    | +2' 11"         | 4      |
| 4       | Bob Brown          | Norton    | +2' 12" 8       | 3      |
| 5       | Remo Venturi       | MV Agusta | +2' 50" 1       | 2      |
| 6       | Bob Anderson       | Norton    | +3' 01" 5       | 1      |
| 7       | Tom Phillis        | Norton    | +3' 10" 6       |        |
| 8       | Dickie Dale        | BMW       | +3' 11"         |        |
| 9       | Jim Redman         | Norton    | +3' 11" 4       |        |
| 10      | Derek Minter       | Norton    | +1 Vuelta       |        |
| 11      | Geoff Tanner       | Norton    | +1 Vuelta       |        |
| 12      | Raymond Bogaerdt   | Norton    | +1 Vuelta       |        |
| 13      | Mike Hailwood      | Norton    | +1 Vuelta       |        |
| 14      | Jules Nies         | Matchless | +1 Vuelta       |        |
| 15      | Raymond Hanset     | Norton    | +1 Vuelta       |        |
| 16      | Hans-Günther Jäger | BMW       | +1 Vuelta       |        |
| 17      | Jean-Pierre Bayle  | Norton    | +3 Vueltas      |        |
| Ret     | John Hempleman     | Norton    | Ret             |        |
| Ret     | Alfredo Milani     | Gilera    | Ret             |        |
| Ret     | Ken Kavanagh       | Norton    | Ret             |        |
| Fuente: |                    |           |                 |        |

## Resultados 125cc
Después de una carrera de maquillaje, Carlo Ubbiali ganó la carrera de 125cc para su compañero de equipo Tarquinio Provini. Luigi Taveri, que había cambiado de MZ al equipo de fábrica Ducati, quedó en tercer lugar.
| Pos. | Piloto            | Moto      | Tiempo/Retirado | Puntos |
| ---- | ----------------- | --------- | --------------- | ------ |
| 1    | Carlo Ubbiali     | MV Agusta | 42' 33" 4       | 8      |
| 2    | Tarquinio Provini | MV Agusta | +0" 4           | 6      |
| 3    | Luigi Taveri      | Ducati    | +10" 5          | 4      |
| 4    | Derek Minter      | MZ        | +1' 12" 6       | 3      |
| 5    | Ken Kavanagh      | Ducati    | +1' 25" 4       | 2      |
| 6    | Karl Kronmüller   | Ducati    | +5' 17" 3       | 1      |
| 7    | Werner Spinnler   | Ducati    | +5' 29" 3       |        |
| 8    | Bruno Spaggiari   | Ducati    |                 |        |
| Ret  | Mike Hailwood     | Ducati    | Ret             |        |
| Ret  | Alberto Pagani    | Ducati    | Ret             |        |
| Ret  | Hans Pesl         | Ducati    | Ret             |        |
| Ret  | Rolf Amfaladern   | Mondial   | Ret             |        |